# Otiothops typicus
Otiothops typicus is een spinnensoort uit de familie Palpimanidae. De soort komt voor in Brazilië.